# Годзилла
Годзи́лла (яп. ゴジラ Годзира) — гигантский монстр-мутант, дайкайдзю, персонаж комиксов, мультфильмов и кинофильмов. Это вымышленный доисторический гигантский ящер-самец, проснувшийся из анабиоза после испытаний водородной бомбы и вследствие этого мутировавший. Ростом от 50 до 318 метров, обладает способностью извергать так называемое «атомное дыхание», представляющее собой сфокусированный синий (в некоторых фильмах цвета различается) луч атомной энергии, очень хорошо плавает.
Оригинальное «годзира» является комбинацией японских слов «горира» (ゴリラ, горилла) и «кудзира» (鯨 (クジラ), кит). Существует легенда, что «годзира» было кличкой некоего неуклюжего работника кинокомпании Toho, на которой снимались фильмы про Годзиллу, но жена Исиро Хонды, Кими, в конечном итоге подтвердила, что такого человека никогда не существовало, а миф о нём был своеобразной внутренней шуткой, которую они с мужем использовали в разговорах с другими работниками студии. В 1953 году продюсер японской кинокомпании Toho Томоюки Танака посмотрел фильм «Чудовище с глубины 20 000 саженей» о динозавре, пробудившемся в результате испытаний атомной бомбы, и решил, что Годзилла будет амфибиеподобной рептилией.
Годзилла стал невероятно популярным персонажем, оттеснив на второй план Кинг-Конга, Мотру, Гамеру и других киномонстров. Всего о Годзилле было снято 36 фильмов, не считая сериалов.
Жанры фильмов с Годзиллой очень разнообразны: от комедий («Кинг-Конг против Годзиллы»), детских («Атака Годзиллы») и приключенческих фильмов («Годзилла против морского монстра») до фантастики («Годзилла против Космического Годзиллы», «Годзилла против Кинга Гидоры», «Годзилла: Финальные войны», «Годзилла против Монстра Зеро»), мистики («Годзилла, Мотра, Кинг Гидора: Монстры атакуют»), криминала («Годзилла против Биолланте»), триллеров («Годзилла против Мегагируса», «Годзилла: Миллениум») и ужасов («Возвращение Годзиллы»). Выпускаются игрушечные модели Годзиллы и его врагов-монстров.

## Японская серия

### Фильмы
| Год выпуска        | Название фильма                               | Режиссёр                      |
| Период «Сёва»      | Период «Сёва»                                 | Период «Сёва»                 |
| ------------------ | --------------------------------------------- | ----------------------------- |
| 1954               | Годзилла                                      | Исиро Хонда                   |
| 1955               | Годзилла снова нападает                       | Мотоёси Ода                   |
| 1962               | Кинг-Конг против Годзиллы                     | Исиро Хонда                   |
| 1964               | Мотра против Годзиллы                         | Исиро Хонда                   |
| 1964               | Гидора, трёхголовый монстр                    | Исиро Хонда                   |
| 1965               | Годзилла против Монстра Зеро                  | Исиро Хонда                   |
| 1966               | Годзилла против морского монстра              | Дзюн Фукуда                   |
| 1967               | Сын Годзиллы                                  | Дзюн Фукуда                   |
| 1968               | Уничтожить всех монстров                      | Исиро Хонда                   |
| 1969               | Атака Годзиллы                                | Исиро Хонда                   |
| 1971               | Годзилла против Хэдоры                        | Ёсимицу Банно                 |
| 1972               | Годзилла против Гайгана                       | Дзюн Фукуда                   |
| 1973               | Годзилла против Мегалона                      | Дзюн Фукуда                   |
| 1974               | Годзилла против Мехагодзиллы                  | Дзюн Фукуда                   |
| 1975               | Террор Мехагодзиллы                           | Исиро Хонда                   |
| Период «Хейсэй»    |                                               |                               |
| 1984               | Годзилла                                      | Кодзи Хасимото                |
| 1989               | Годзилла против Биолланте                     | Кадзуки Омори                 |
| 1991               | Годзилла против Кинга Гидоры                  | Кадзуки Омори                 |
| 1992               | Годзилла против Мотры: Битва за Землю         | Такао Окавара                 |
| 1993               | Годзилла против Мехагодзиллы 2                | Такао Окавара                 |
| 1994               | Годзилла против Космического Годзиллы         | Кэнсё Ямасита                 |
| 1995               | Годзилла против Разрушителя                   | Такао Окавара                 |
| Период «Миллениум» |                                               |                               |
| 1999               | Годзилла: Миллениум                           | Такао Окавара                 |
| 2000               | Годзилла против Мегагируса                    | Масааки Тэдзука               |
| 2001               | Годзилла, Мотра, Кинг Гидора: Монстры атакуют | Сюсукэ Канэко                 |
| 2002               | Годзилла против Мехагодзиллы 3                | Масааки Тэдзука               |
| 2003               | Годзилла, Мотра, Мехагодзилла: Спасите Токио  | Масааки Тэдзука               |
| 2004               | Годзилла: Финальные войны                     | Рюхэй Китамура                |
| Период «Рэйва»     |                                               |                               |
| 2016               | Годзилла: Возрождение                         | Хидэаки Анно, Синдзи Хигути   |
| 2017               | Годзилла: Планета монстров                    | Хироюки Сесита, Сидзуно Кобун |
| 2018               | Годзилла: Город на грани битвы                | Хироюки Сесита, Сидзуно Кобун |
| 2018               | Годзилла: Пожирающий планету                  | Хироюки Сесита, Сидзуно Кобун |
| 2023               | Годзилла: Минус один                          | Такаси Ямадзаки               |
| TBA                | Безымянный фильм Годзилла: Минус один         | Такаси Ямадзаки               |

### Телевидение
| Год выпуска | Кол. сезонов | Кол. серий | Название сериала              | Тип сериала                 |
| ----------- | ------------ | ---------- | ----------------------------- | --------------------------- |
| 1973        | 1            | 16         | Зон Файтер                    | Токусацу                    |
| 1994-1996   | 1            | 4          | Годзиллэнд                    | Детское образовательное шоу |
| 1997-1998   | 22 истории   | 256        | Остров Годзиллы               | Токусацу                    |
| 2021        | 1            | 13         | Годзилла: Точка Сингулярности | Аниме                       |

## Американская серия

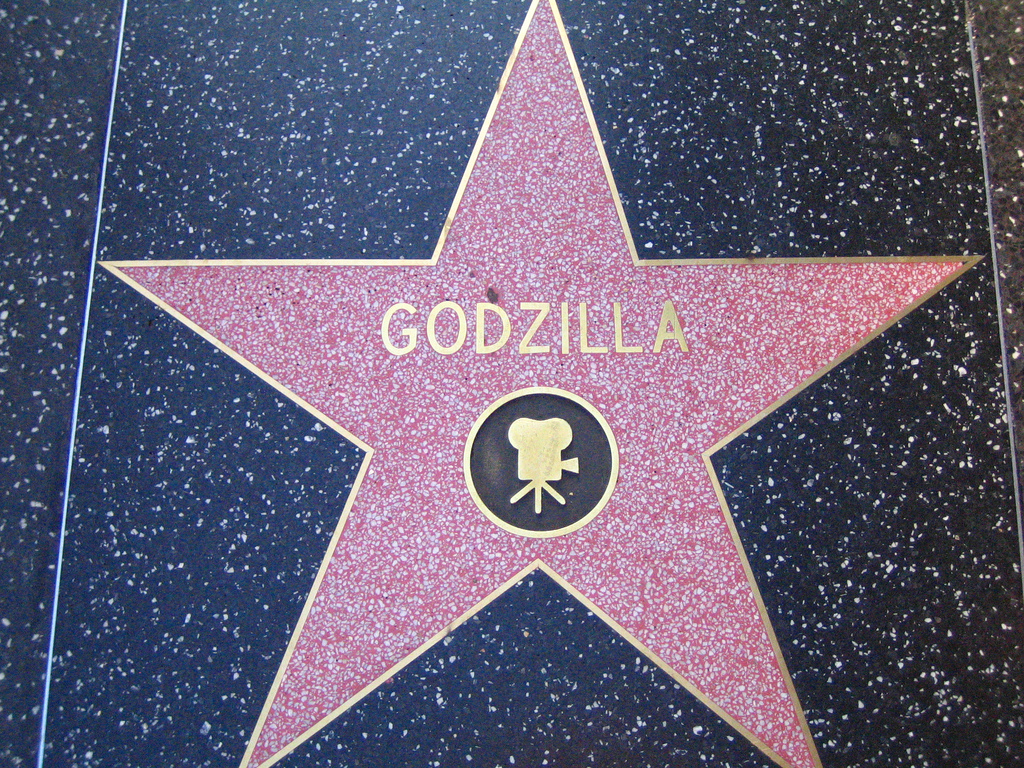
Звезда Годзиллы на Аллее Славы в Голливуде

### Фильмы

#### TriStar Pictures (с 1998)
В октябре 1992 года TriStar Pictures анонсировали планы по созданию трилогии фильмов о Годзилле. В 1998 году Роландом Эммерихом был снят американский блокбастер, рассказывающий об атаке Годзиллы на Нью-Йорк. Рост американского монстра в фильме достигал около 55 метров.
| Год выпуска | Название фильма | Режиссёр       |
| ----------- | --------------- | -------------- |
| 1998        | Годзилла        | Роланд Эммерих |

После провала фильма японская студия Тохо, которая ответственна за создание оригинального Годзиллы, использовала образ Годзиллы TriStar для создания собственного монстра Зиллы. И вот в 2004 году Зилла появился в фильме «Годзилла: Финальные войны» (2004) под этим именем. Он показан как один из слабейших и глупейших соперников японского Годзиллы. Официально с 2004 Годзилла 1998 года стал именоваться как Зилла, а после 2006 года Тохо официально зарегистрировала этого кайдзю как Зилла. Но переименование существа не коснулось фильма и мультсериала, и поэтому существа из фильма и мультсериала официально продолжают именоваться Годзиллами.

#### MonsterVerse (Legendary Pictures) (с 2014—2027)
Дата релиза нового американского фильма была назначена на 2009 год, затем перенесена на 2012, и наконец — на 2014, к десятилетнему юбилею «Финальных войн» и шестидесятилетию всего цикла фильмов. Изначально, по замыслу сценаристов, Годзилла должен был сразиться в новом фильме с чудовищем Смертлой, похожей на Хэдору, но потом от этого монстра отказались. В 2013 году Гарет Эдвардс начал съёмки нового фильма про Годзиллу. Мировая премьера состоялась 16 мая 2014 года.

#### Фильмы
| Год выпуска | Название фильма                | Режиссёр      |
| ----------- | ------------------------------ | ------------- |
| 2014        | Годзилла                       | Гарет Эдвардс |
| 2019        | Годзилла 2: Король монстров    | Майкл Догерти |
| 2021        | Годзилла против Конга          | Адам Вингард  |
| 2024        | Годзилла и Конг: Новая империя | Адам Вингард  |
| 2027        | Годзилла и Конг: Сверхновая    | Грант Спутор  |

### Телевидение

#### Годзилла[англ.](1978—1979)
«Годзилла» — американский анимационный телесериал о монстрах, снятый Ханной-Барберой совместно с Генри Саперштейном. Сериал вышел в эфир на канале NBC в 1978 году в Соединённых Штатах под названием «Час силы Годзиллы» и на токийском телевидении в Японии. Сериал продолжал выходить в эфир до 1981 года, упакованный с другими сериями под различными названиями. Примечательно, но сериал 1998—2000 годов чем-то также похож на этот мультсериал.

#### Годзилла(TriStar Pictures) (1998—2000)
Гневные комментарии и оценки как критиков, так и фанатов франшизы вынудили Эммериха отменить сиквелы фильма и на базе наработок сиквела фильма на свет вышло 2 сезона  анимационного сериала, который продолал сюжет фильма. В дальнейшем события и монстры мультсериала послужили вдохновением для авторов вселенной MonsterVerse.

#### MonsterVerse (Legendary Pictures) (с 2023—2024)
| Год выпуска | Название сериала          | Шоураннер(ы) |
| ----------- | ------------------------- | ------------ |
| 2023-2024   | Монарх: Наследие монстров | Крис Блэк    |

## Фильмы других стран
В 1969 году юный Джон Карпентер снял короткометражный фильм «Горго против Годзиллы». Особого успеха эта картина не имела и сейчас практически не осталось никакого отснятого материала. В том же году канадский мультипликатор Марв Ньюленд снял полутораминутный мультфильм «Бэмби встречает Годзиллу». В 1999 году вышло его продолжение «Сын Бэмби встречает Годзиллу».

## Видеоигры
Годзилле посвящено много компьютерных игр, самые известные из них это: Godzilla: Destroy All Monsters Melee, Godzilla: Save the Earth и Godzilla: Unleashed.
В известной мобильной игре PUBG Mobile коллаборации с Годзиллой появлялись в 2019, 2021, 2025 годах.
Также в мобильной игре Brawl Stars в 2024 году была проведена коллаборация с франшизой Годзиллы, включавшая в себя особые образы и способности персонажей и режим — «Годзилла в городе».
Список игр:
- Gojira (видеоигра) — Япония, 1988
- Godzilla2: War of the Monsters — Япония, 1991
- Super Godzilla — 1993
- Gojira torêdjingu batoru — 1998
- Gojira: Kaijû dai rantô — Япония / Канада / Франция / Германия / Италия / Испания, 2002
- Godzilla: Save the Earth — США / Канада / Франция / Япония, 2004
- Godzilla: Unleashed — США, 2007
- Fortnite — США, 2024

## Годзилла в науке
В честь Годзиллы назван род триасовых динозавров-теропод Gojirasaurus, который c предполагаемой длиной 5,5 м считался одним из крупнейших теропод своей эпохи. Дальнейшие исследования показали, что Gojirasaurus может оказаться взрослой особью Shuvosaurus — не являющегося динозавром животного, найденного в той же локации. Палеонтологи Кеннет Карпентер (автор названия Gojirasaurus), Пер Кристиансен и Даррен Нэйш в разные годы опубликовали шуточные и серьёзные научные статьи, посвящённые анатомии и классификации Годзиллы. Открытый в 2019 году попугай Heracles inexpectatus из миоценовых отложений Новой Зеландии получил прозвище «Squawkzilla» («Визгзилла») в связи с огромными размерами птицы: около 1 м в высоту.
Годзилла — фермент в организме дрозофилы, вызывающий накопление Rab5-позитивных гигантских эндосом в результате потери своей функциональности.
Открытая в 2016 году рыба Varicus lacerta из семейства бычковых известна под неформальным англоязычным названием «Godzilla goby». И научное, и неформальное название даны в связи с «рептильной» внешностью животного. В честь Годзиллы из американского фильма 1998 года назван подвид морской игуаны Amblyrhynchus cristatus godzilla. В 2020 году обитающая в Японии паразитическая оса из подсемейства Microgastrinae получила название Microgaster godzilla, отражающее поведение животного: в поисках хозяина, которым является гусеница бабочки, оса ныряет в воду и, найдя цель, выныривает к ней, будто Годзилла. Название косвенно отсылает и на Мотру — огромную бабочку, с которой Годзилла часто взаимодействовал в фильмах.
Галактика UGC 2885, в 2,5 раза превышающая по ширине Млечный Путь, получила прозвище «Галактика Годзиллы». Годзиллой также именуется переменная звезда, испускающая света в 135 млн раз больше, чем Солнце, — самая яркая из всех известных (по состоянию на 2022 год) звёзд во Вселенной; некоторые авторы публикаций называют это светило «монстром». Звезда расположена в галактике Sunburst Arc (Солнечная Дуга), находящейся на расстоянии 10,9 млрд световых лет от Земли.

## Характеристика
В большинстве фильмов для создания Годзиллы был задействован актёр в костюме. С 1989 года благодаря развитию компьютерных технологий облик Годзиллы становился всё более и более реалистичным. В разных фильмах Годзилла выглядит неодинаково и у него разные способности.
- На протяжении фильмов Сёвы рост Годзиллы не меняется: 50 метров, вес — 20 000 тонн.[источник не указан 3200 дней] Меняется внешность персонажа, особенно очертания головы. В фильме «Годзилла против Хэдоры» Годзилла умеет летать с помощью своего атомного луча, но в последующих фильмах эта способность не используется. Вероятно, Годзилла, в каких бы версиях фильмов он не бывал, имеет сильное преимущество для этого кайдзю — земля и вода (Годзилла неуязвим для земных и водных атак), а ахиллесова пята — воздушные атаки (Гидора, Родан и другие летающие противники), и нестабильность температур (Биолланте был побеждён после Годзиллы пока сам Годзилла не исцелился).
- В Хэйсэе рост Годзиллы в первых двух фильмах составляет 80 м, а в последующих — уже 100 м. Во всех семи фильмах у монстра скорченная верхняя челюсть, из-за чего создаётся ощущение, что Годзилла всё время скалит зубы. В фильме «Годзилла против Кинга Гидоры» показано, кем был Годзилла до 1954 года: гигантским хищным годзиллазавром (к реально существовавшему динозавру с таким названием он не имеет никакого отношения).
- Наиболее интересен облик Годзиллы в Миллениуме. В первых двух фильмах Годзилла достигает 55 м в высоту, у него длинные тонкие зубы, большие узкие глаза, высокие шипы пурпурного цвета и жёлто-оранжевый луч. В фильме «Годзилла: монстры атакуют» рост чудовища составляет 60 м, вес — 30 000 т,[источник не указан 3200 дней] у него белые глаза без зрачков и весьма массивное телосложение. В «Годзилле против Мехагодзиллы-3» и «Спасите Токио» у Годзиллы снова длинные шипы, узкие глаза, широкая, как у кобры, шея и длинный хвост. Его рост — 55 м, а вес — до 25 000 т.[источник не указан 3200 дней] Наконец, в «Финальных войнах» монстр достигает высоты 100 м и 55 000 т веса,[источник не указан 3200 дней] у него относительно небольшие шипы, узкие глаза и низкие надбровные дуги, создающие ощущение, что Годзилла хмурится.
- В 2014 году вышел очередной перезапуск серии фильмов о Годзилле. В нём монстр создан с помощью компьютерной графики и имеет совсем другое происхождение. Годзилла появился в те времена, когда поверхность планеты была в десять раз более радиоактивной. После того, как уровень радиации на поверхности снизился, Годзилле пришлось приспособиться к жизни глубоко под землёй, потребляя радиацию земного ядра. Обнаруженный уже в наше время в Тихом океане Годзилла вышел на сушу, чтобы восстановить баланс в природе и уничтожить Кайдзю. Рост Годзиллы составляет 108,2 м, длина 274 метра, вес — 90 000 тонн[22].
- В июле 2016 года в Японии на экраны выходит 30-й фильм о Годзилле (29-й по счёту, снятый студией Toho). Фильм известен под названием «Истинный Годзилла» (в международной версии — «Годзилла: Возрождение»). По словам режиссёра Синдзи Хигути, рост нового монстра составляет 118,5 метра[23][24].
- В 2019 году на экраны выходит продолжение американского фильма 2014 года — «Годзилла 2: Король монстров». В нём рост кайдзю составил 119,8 метров, а вес 99,634 тыс. тонн. Это делает его самым крупным воплощением Годзиллы, представленным в кино.
- В 2017 году на экраны выходит компьютерный мультфильм «Годзилла: Земля» (анг. Godzilla: Earth). В нём монстр является главным антагонистом, выступая в роли наказания для человечества за нанесённый ущерб Земле. Годзилла убивает всех кайдзю и практически уничтожает всех людей, но малая группа выживших спасается бегством на космическом корабле. Проведя долгие поиски способа победить короля монстров, людям удаётся уничтожить Годзиллу, но спустя некоторое время появляется «истинный Годзилла», который обращает людей в бегство. Рост монстра составляет 50 метров (318 метров у Истинного Годзиллы), вес — 10 000 тонн (100 000 тонн у Истинного Годзиллы), что делает его самым крупным и массивным среди всех представленных версий.